# Пјер Боја
Пјер Боја (фр. Pierre Boya; Дуала, 16. јануар 1984) је камерунски фудбалер. Игра у нападу.

## Каријера
Боја је члан Партизана постао у јесен 2003. и у клубу је боравио до 2007. године, и то је био његов први боравак у Хумској 1. Играо је на месту нападача, са Партизаном је освојио титулу првака 2004/05. Навијачима Партизана је највише остао упамћен по промашеном одлучујућем пеналу против Артмедије, у мечу који је одигран у лето 2005, као последња рунда квалификација пред групну фазу Лиге шампиона. Партизан није успео, Боја је означен као „кривац”, иако није једини који је промашио пенал то вече. Касније је уследила и голгетерска пауза дуга 18 месеци. У 64 првенствене утакмице за београдски клуб успео је да се упише 9 пута у листу стрелаца. Партизан је напустио у лето 2007, одакле је прешао у Рапид Букурешт а касније је играо за француски Гренобл.
У Партизан се вратио у лето 2010, али се задржао само неколико месеци, током којих је успео да дебитује у Лиги шампиона и упише још 3 првенствена гола на свој конто.
За репрезентацију Камеруна је одиграо 4 утакмице у периоду између 2005. и 2007. године.

## Трофеји
Партизан
- Првенство Србије и Црне Горе (1): 2004/05.